# (367943) Duende
(367943) Duende – planetoida bliska Ziemi odkryta w lutym 2012 w hiszpańskim obserwatorium Observatorio Astronómico de La Sagra. Planetoida ma średnicę około 50 metrów. Nazwa planetoidy pochodzi od mitycznego goblina Duende obecnego w folklorze iberyjskim, który miał zamieszkiwać w domach, zwłaszcza w pokojach dzieci. Przed jej nadaniem planetoida nosiła oznaczenie tymczasowe (367943) 2012 DA14.

## Przelot 15 lutego 2013

Trajektoria przelotu planetoidy w pobliżu Ziemi, 15 lutego 2013 roku

Ziemia i mijająca ją planetoida narysowane w skali

15 lutego 2013 planetoida przeleciała niezwykle blisko Ziemi. W momencie największego zbliżenia znalazła się w odległości około 34 053 kilometry od środka Ziemi (0,00023 j.a., czyli ok. 0,09 odległości Księżyca od Ziemi), czyli ok. 27 675 km od jej powierzchni. Naukowcy trafnie ocenili, że nie ma ryzyka uderzenia tego obiektu w naszą planetę. Tor lotu planetoidy przebiegał od południa na północ, poniżej orbit satelitów geosynchronicznych, jednak żadne sztuczne satelity Ziemi nie ucierpiały podczas przelotu.
Tak bliski przelot w pobliżu Ziemi znacznie zmienił orbitę planetoidy. Zmniejszeniu uległ okres orbitalny z 368 dni do 317 dni. Planetoida przeszła z grupy Apolla do grupy Atena.
W dniu najbliższego przelotu planetoidy, 15 lutego 2013, w Rosji miał miejsce przelot superbolidu. Naukowcy oceniają, że meteoroid o średnicy ok. 17–20 m po wejściu w atmosferę eksplodował na wysokości 29,7 kilometrów nad ziemią. Fala uderzeniowa spowodowała znaczne zniszczenia, prawie 1500 osób doznało obrażeń. Upadek ten nie był związany z przelotem planetoidy (367943) 2012 DA14, a jedynie zbiegł się z nim w czasie. Meteoroid ten poruszał się po zupełnie innej orbicie, w kierunku z północy na południe, przeciwnie niż planetoida, która się poruszała z południa na północ. Rosyjskie źródło podaje, że czelabiński meteor leciał z południowego wschodu na północny zachód.

## Przyszłe zbliżenia do Ziemi
Planetoida Duende zbliży się ponownie do Ziemi 15 lutego 2046 roku, kiedy to minie ją w odległości ok. 0,015 j.a., czyli ponad 2,2 mln km; analizowany jest również przebieg wielu późniejszych jej przelotów koło Ziemi.
Według danych NASA z 10 lutego 2013 planetoida ma w latach 2080–2112 trzykrotnie przelatywać stosunkowo blisko Ziemi; NASA oceniała łączne prawdopodobieństwo jej zderzenia z Ziemią w czasie tych zbliżeń do naszej planety na 0,00064%. Zagrożenie ze strony tej planetoidy w skali Torino określono jako 0 (nie stanowi żadnego zagrożenia dla Ziemi), natomiast w skali Palermo szacowano w tym dniu na -5,08 (brak zagrożenia). Dzięki kolejnym obserwacjom i dokładniejszemu wyznaczeniu parametrów orbity 15 lutego 2013 planetoida została usunięta z listy obiektów potencjalnie zagrażających zderzeniem z Ziemią.